# Caroline Fliedner

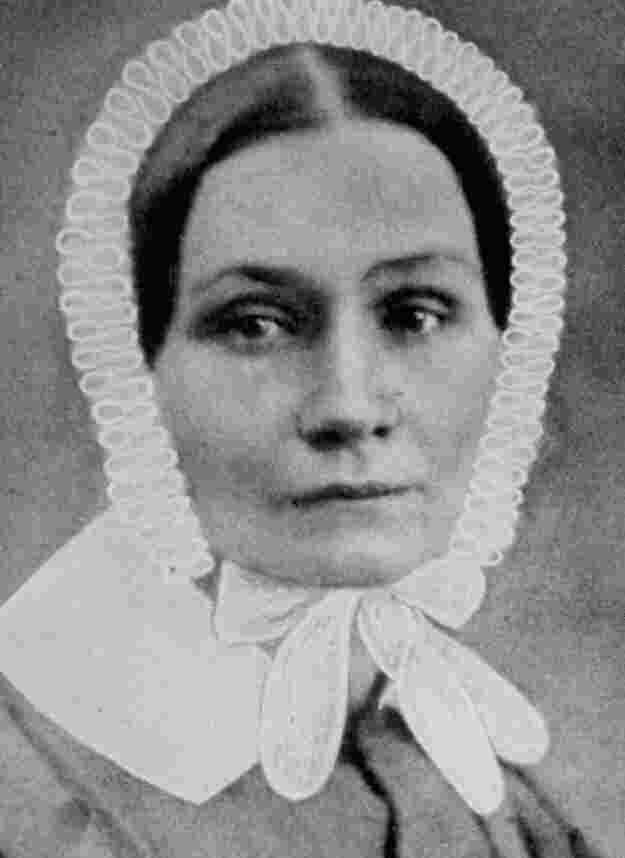
Caroline Fliedner

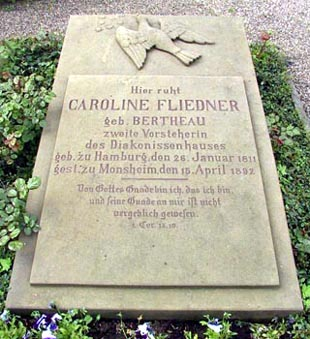
Grabplatte

Caroline Fliedner (geborene Bertheau, * 26. Januar 1811 in Hamburg; † 15. April 1892 in Monsheim) war Vorsteherin der Diakonissenanstalt Kaiserswerth.

## Leben
Caroline Bertheau wurde als 9. Kind des Weinhändlers Henry Auguste Bertheau (1773–1831) und dessen zweiter Frau Carolina geboren. Ernst Bertheau und Carl Bertheau der Ältere waren zwei ihrer Brüder. Die hugenottischen Wurzeln der Familie lassen sich bis ins 17. Jahrhundert zurückverfolgen, als der der französischen Oberschicht angehörige Uhrmacher Samuel Bertheau in Mer bei Blois nahe Orléans als Anhänger der reformierten Kirche 1685 gezwungen wurde, seine Heimat zu verlassen, sich in Hamburg niederließ und es dort als Weinhändler schnell zu Wohlstand brachte. Bereits sein Enkel François Diedrich (1734–1826) konnte das hamburgische Bürgerrecht erwerben, was das gesellschaftliche Ansehen und das Elitebewusstsein der Familie festigte. Während der Hamburger Franzosenzeit erlitt die Familie jedoch einen wirtschaftlichen Niedergang, von dem sie sich nicht wieder erholen sollte.
Caroline besuchte die „Schule für junge Mädchen“ der Amalie Sieveking, die sie zur Hamburger Erweckungsbewegung brachte. Nachdem der Vater 1831 verstarb, was die Familie in direkte wirtschaftliche Nöte brachte, trat sie eine Stelle als Erzieherin auf einem Gut in Holstein an. 1840 übernahm sie – auf Vorschlag von Amalie Sieveking – die Stelle einer Oberaufseherin im Hamburger Krankenhaus St. Georg, wo sie Theodor Fliedner kennenlernte.
1843 heiratete sie Fliedner, dessen erste Frau Friederike kurz zuvor im Wochenbett verstorben war. Aus der Ehe gingen acht Kinder hervor. Caroline Fliedner überlebte ihren Mann, der 1864 starb, um 27 Jahre.

## Lebenswerk
Die Kaiserswerther Diakonie, 1836 als weltweit erstes Diakonissen-Mutterhaus gegründet, zählt mit fast 2.000 Beschäftigten zu den großen diakonischen Sozial- und Gesundheitsunternehmen in Deutschland. Insgesamt 40 Jahre amtierte Caroline Fliedner in Kaiserswerth als Vorsteherin, die sie nach dem Tod ihres Mannes gemeinsam mit ihrem Stiefsohn (Theodor Fliedners Sohn aus erster Ehe) fortführte.
Sie war dann im Diakonissenhaus in Berlin tätig und besuchte die Stationen in Dresden, Frankfurt, Worms und Saarbrücken. In den Zeiten der Abwesenheit Theodor Fliedners war sie, als Mitglied des Vorstandes, seine Vertreterin. Ihr Einfluss auf die Entwicklung des Gesamtwerkes war groß.
Der Nachlass Caroline Fliedners befindet sich im Archiv der Fliedner-Kulturstiftung.

## Gedenktag
15. April im Evangelischen Namenkalender.